# قائمة البعثات الدبلوماسية في موريشيوس

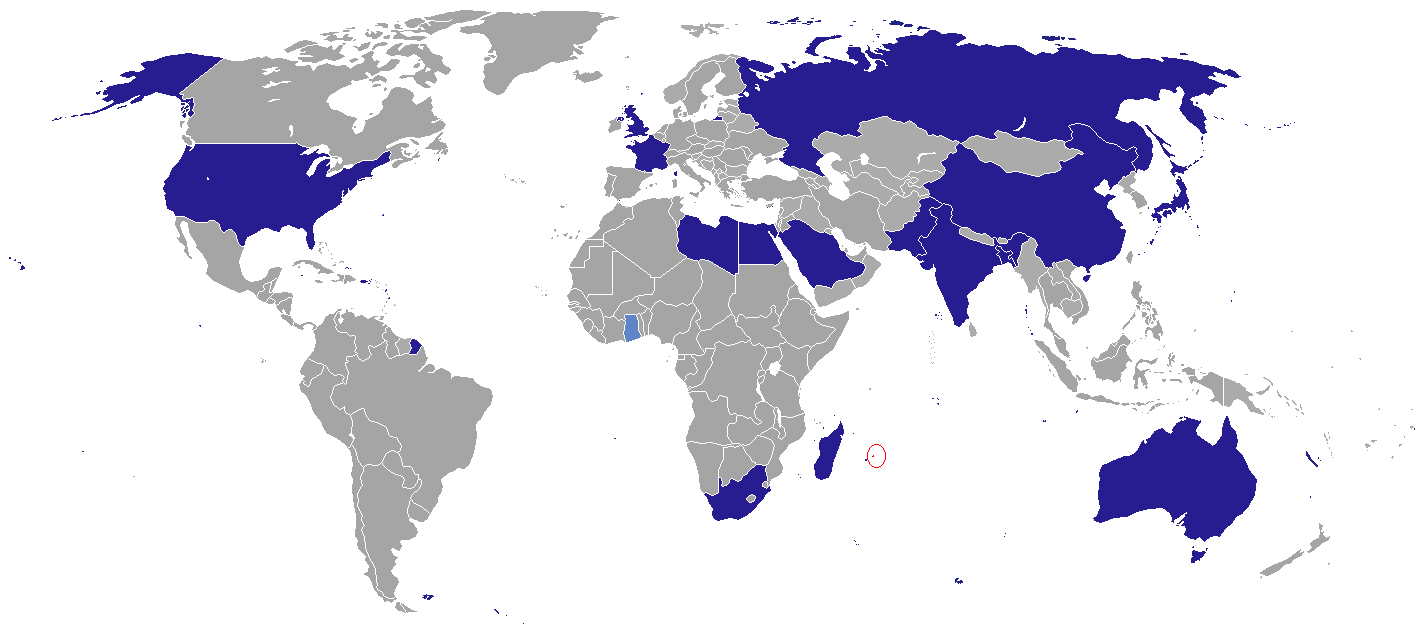
خريطة البعثات الدبلوماسية في موريشيوس

تعرض هذه الصفحة قائمة البعثات الدبلوماسية في موريشيوس. حاليا، توجد في العاصمة بورت لويس 15 سفارة. دول أخرى عديدة لها سفراء معتمدون في موريشيوس، لكن معظمهم يقيم في عواصم دول أخرى. هذه القائمة تستثني القنصليات الفخرية.

## سفارات
بورت لويس
| - أستراليا - بنغلاديش - الصين - مصر - فرنسا - الهند - اليابان - ليبيا - مدغشقر - باكستان - روسيا - جنوب إفريقيا - فرسان مالطا - المملكة المتحدة - الولايات المتحدة |

## البعثات
- الاتحاد الأوروبي (وفد)

## سفارات غير مقيمة
| - الجزائر (أنتاناناريفو) - أنغولا (بريتوريا) - الأرجنتين (بريتوريا) - النمسا (بريتوريا) - باربادوس (لندن) - بلجيكا (دار السلام) - بنين (بريتوريا) - بوتسوانا (هاراري) - البرازيل (بريتوريا) - بوركينا فاسو (أديس أبابا) - كندا (بريتوريا) - تشيلي (نيروبي) - جزر القمر (موروني) - كولومبيا (بريتوريا) - جمهورية الكونغو الديمقراطية (دار السلام) - جمهورية الكونغو (أديس أبابا) - كرواتيا (بريتوريا) - كوبا (هاراري) - قبرص (بريتوريا) - جمهورية التشيك (بريتوريا) - الدنمارك (دار السلام) - إرتريا (بريتوريا) - إثيوبيا (هاراري) - فنلندا (بريتوريا) - الغابون (بريتوريا) - ألمانيا (أنتاناناريفو) - اليونان (نيروبي) - غينيا (بريتوريا) - الفاتيكان (أنتاناناريفو) - المجر (نيروبي) | - إندونيسيا (نيروبي) - العراق (نيروبي) - جمهورية أيرلندا (بريتوريا) - إسرائيل (القدس) - إيطاليا (بريتوريا) - جامايكا (بريتوريا) - كوريا الشمالية (أنتاناناريفو) - كوريا الجنوبية (نيروبي) - الكويت (بريتوريا) - ليسوتو (بريتوريا) - مالاوي (بريتوريا) - ماليزيا (هاراري) - مالي (بريتوريا) - مالطا (فاليتا) - المكسيك (بريتوريا) - المغرب (أنتاناناريفو) - موزمبيق (بريتوريا) - ميانمار (نيو دلهي) - ناميبيا (بريتوريا) - نيبال (نيو دلهي) - هولندا (دار السلام) - نيوزيلندا (بريتوريا) - نيجيريا (مابوتو) - النرويج (هاراري) - عُمان (نيو دلهي) - فلسطين (دار السلام) - الفلبين (بريتوريا) - بولندا (نيروبي) | - البرتغال (مابوتو) - قطر (نيو دلهي) - رومانيا (بريتوريا) - الجمهورية العربية الصحراوية الديمقراطية (دار السلام) - سانت كيتس ونيفيس(لندن) - السعودية (بريتوريا) - صربيا (نيويورك) - سنغافورة (سنغافورة) - سلوفاكيا (بريتوريا) - إسبانيا (بريتوريا) - سريلانكا (بريتوريا) - السودان (بريتوريا) - إسواتيني (مابوتو) - السويد (هاراري) - سويسرا (بريتوريا) - سوريا (دار السلام) - تنزانيا (هاراري) - تايلاند (بريتوريا) - ترينيداد وتوباغو (بريتوريا) - تونس (بريتوريا) - تركيا (أنتاناناريفو) - أوغندا (أديس أبابا) - الإمارات العربية المتحدة (إسلام آباد) - اليمن (أديس أبابا) - زامبيا (بريتوريا) - زيمبابوي (بريتوريا) - فيتنام (الرباط) |

## مقالات متعلقة
- علاقات موريشيوس الخارجية